# 结缕草
结缕草（学名：Zoysia japonica）是禾本科结缕草属的植物。

## 形态
多年生草本；地下具有横生根状茎；线形披针形叶片；初夏从叶间抽生细秆，上端成总状花序，常带有紫褐色。

## 分布
分布在朝鲜、台湾、日本以及中国大陆的河北、安徽、江苏、浙江、福建、山东、东北等地，生长于海拔200米至500米的地区，多生在山坡、平原和海滨草地，国内有草业基地引种种植，主要品种台湾2号。

## 别名
锥子草（东北植物志），延地青（浙江宁波土名）,崂山草,老虎皮

## 异名
- Zoysia japonica Steud. var. pallida Nakai ex Honda